# Halfdan Ragnarsson
Halfdan Ragnarsson (també escrit Halfdene o Albann) fou un capitost viking que, juntament amb els seus germans Ubbe Ragnarsson i Ivar el Desossat van liderar el gran exèrcit pagà amb el propòsit de conquerir l'illa de la Gran Bretanya. Els tres vikings eren fills del llegendari Ragnar Lodbrok i d'Auslaug. Segons les sagues nòrdiques, quan llur pare fou mort a Northúmbria, els germans decidiren envair les terres dels anglosaxons per venjar-se'n. Després d'alçar-se rei de Northúmbria, posar en peu de guerra els més importants regnes dels anglosaxons i dels britans, i establir-se durant un temps a Londres, va morir a Irlanda lluitant contra altres vikings.

## Invasió
Rei de Northúmbria
El 865 van liderar una host de vikings, coneguda com el gran exèrcit pagà, que va desembarcar a l'Ànglia de l'Est. Segons les sagues nòrdiques aquesta invasió la van organitzar els fills de Ragnar Lodbrok, un dels quals era Halfdan, per venjar-se de la seva mort ideada pel rei Aella de Northúmbria. Suposadament Ælla el va capturar l'any 865 i el va condemnar a morir dins d'un pou de serps, però es desconeix fins a quin punt és cert aquest relat. Aquests invasors eren la majoria de procedència danesa.
Passat un any del seu desembarcament van anar, amb cavalls agafats dels angles, cap a Northúmbria, que en aquell temps estava en plena guerra civil entre Aella i Osberht per assolir el tron. A final del 866 l'exèrcit de Halfdan va conquerir una part del regne de Northúmbria, el territori corresponent a l'antiga Deira, que en endavant s'anomenaria Jòrvik. L'any següent Aella i Osberht van deixar de banda les seves diferències i es van unir per fer fora Halfdan del tron, però el resultat va ser una desastrosa derrota en què els dos reis northumbris van morir. Halfdan i Ricsige, instituïts reis, van col·locar en el govern de Northúmbria un rei titella al seu servei, anomenat Ecgberht.
Invasió de Mèrcia
Cap a final d'any Halfdan va liderar les tropes de vikings danesos cap al sud, passant pel territori de Mèrcia, van capturar la ciutat de Nottingham i hi van passar l'hivern. En reacció el rei de Mèrcia, Burgred, va aliar-se amb el rei Ethelred de Wessex, i amb llurs exèrcits van assetjar la ciutat. Passats els dies van veure que no podien reconquerir la ciutat i van pactar una treva segons la qual els danesos acceptaven retirar-se cap a York, on van romandre durant més d'un any preparant forces per als atacs següents.
Conquesta de l'Ànglia de l'Est
El 869, van tornar a l'Ànglia de l'Est amb intenció d'ocupar-la, van capturar la ciutat de Thetford, amb intenció de passar l'hivern però es va presentar l'exèrcit dels angles. Els danesos van conquerir sense grans dificultats tot el regne de l'Ànglia de l'Est i van assassinar el rei Edmon. Les sagues esmenten Ubbe i Ivar entre els comandants danesos i Edmund entre els morts, però no se sap quin paper va tenir Halfdan en aquesta ocasió.
Invasió de Wessex i establiment a Londres
Ivar va marxar després cap a Irlanda i Halfdan va liderar una invasió de Wessex i van capturar la ciutat de Reading, on van infligir una seriosa derrota als anglosaxons comandats pel rei Alfred el Gran quan van intentar recuperar la ciutat.. Aquell estiu van arribar més vikings comandats per Bagsecg, que es van unir a Halfdan. Segons la Crònica anglosaxona es van enfrontar als saxons sis vegades, inclosa la batalla d'Ashdown el gener del 878, si bé aquest cop Alfred, rei de Wessex, es va alçar amb la victòria i van pactar una treva.
Entre aquest estira-i-arronsa, Halfdan va esdevenir governant de la ciutat de Londres durant els anys 871–872, i va fer encunyar monedes amb el seu nom.
Retorn a Jòrvik i domini de Mèrcia
La tardor del 872 Halfdan va tornar per pacificar una revolta contra Ecgberht. Però alguns historiadors moderns no creuen que aquest fos el motiu que el va portar a tornar cap al nord i creuen que en realitat va formar part dels preparatius per atacar Mècia. El seu exèrcit va passar l'hivern a Torksey i l'any següent es van desplaçar a Repton. Finalment van conquerir Mècia i van substituir Burghred per un altre rei titella al seu servei, Ceolwulf.

## Mort a Irlanda

Mapa que assenyala el lloc on va morir.

Posteriorment va lluitar contra els pictes d'Escòcia i els britans de Strathclyde. Després sembla que va estar a Irlanda, on va intentar recuperar el tron del seu germà Ivar el Desossat. Segons consta als Annals de l'Ulster, Eystein Olafsson, rei de Dublín va ser assassinat el 875 per Albann, nom amb què es refereixen a Halfdan. El 876 va tornar a Jòrvik i sembla que mentrestant va perdre el govern de Dublín. El 877 va tornar a Irlanda però es va trobar amb l'oposició d'altres vikings que no l'acceptaven com a rei i finalment va morir en la batalla de Strangford Lough, un any abans que el seu germà Ubbe caigués a la batalla de Cynwit. Els supervivents van tornar a Northúmbria, passant per Escòcia, entre aquests estava Guthred, que el va succeir en el tron.

## Historicitat
Halfdan i els seus germans són acceptats com a figures històriques, però no tots els autors pensen el mateix sobre el seu suposat pare, Ragnar Lodbrok. Mentre que uns diuen que, tot i ser un personatge de les sagues, sí que va existir, altres com Katherine Holman, repliquen que no hi ha cap prova que ho demostri i conclouen que el personatge és una amalgama literari d'històries sobre diferents persones.